# Synagoga w Zelwie
Synagoga w Zelwie – nieistniejąca, murowana synagoga w Zelwie zbudowana w XVIII wieku.

## Historia
Historia społeczności żydowskiej w Zelwie sięga XVII wieku. Synagogę wzniesiono w miejscowości w drugiej połowie XVIII wieku.
Korpus główny przykrywał dwuspadowy dach z odeskowanymi szczytami. Salę główną na planie kwadratu okalały niskie, dobudowywane z czasem pomieszczenia. Nieotynkowane ściany sali z kamienia polnego posiadały po trzy półkoliście przesklepione okna z wyjątkiem ściany tylnej, gdzie znajdywały się dwa tego typu okna i oculus. Sala główna posiadała emporę dla kobiet. Zdobiony ażurowym ornamentem roślinnym i zwierzęcym drewniany aron ha-kodesz składał się z dwóch kondygnacji z nadstawą. W górnej kondygnacji dwa lwy podtrzymywały rodały, nad którymi znajdował się baldachim i ptak z rozpostartymi skrzydłami. Na szczycie można było zobaczyć dwugłowego orła z koroną, dzierżącego szofar i lulaw. Na środku sali znajdowała się bima w formie altany na planie koła, zwieńczona orłem z rozpostartymi skrzydłami.
Synagogę zburzono podczas II wojny światowej.

## Galeria

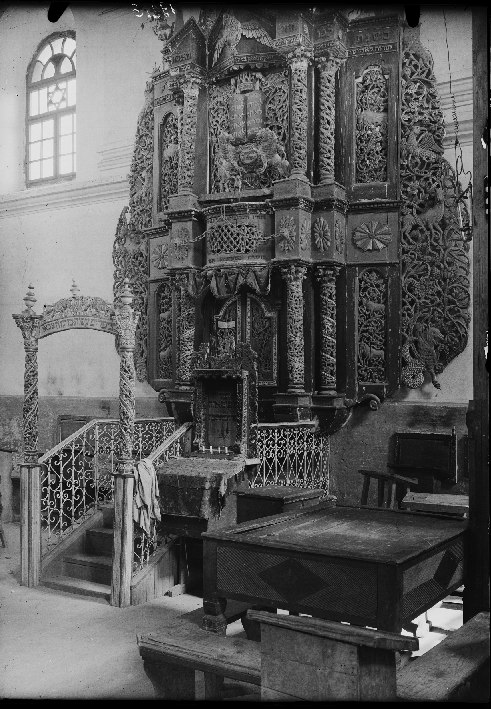
Aron ha-kodesz, 1919–1939
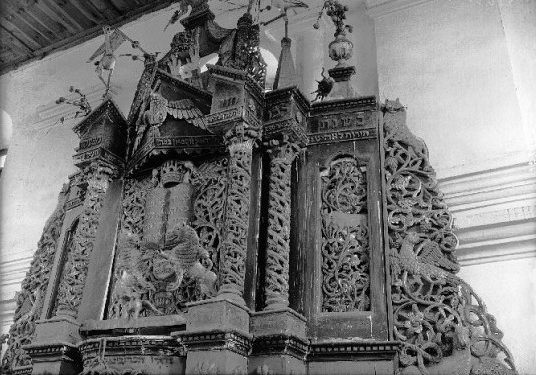
Zbliżenie na aron ha-kodesz, 1919–1939
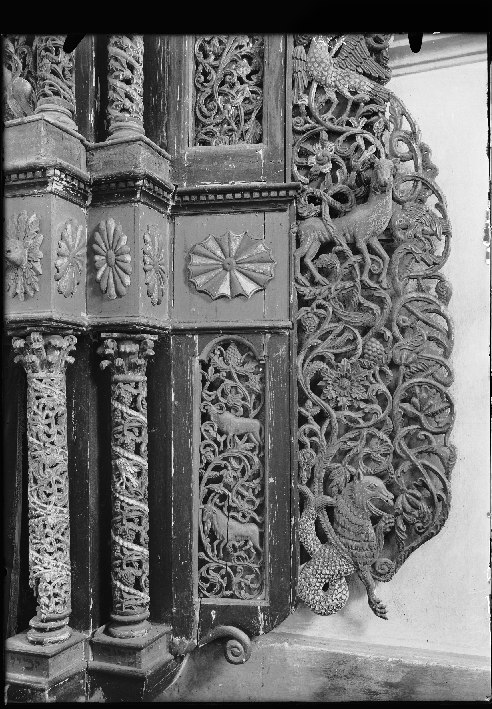
Skrzydło boczne aron ha-kodesz, 1919–1939